# Encuentro Nacional de Mujeres
El Encuentro Nacional de Mujeres (ENM) es un encuentro de mujeres que se realiza anualmente en Argentina desde 1986. Estos encuentros se caracterizan por ser autónomos, auto-convocados, democráticos, pluralistas, autogestionados, federales y horizontales. Se llevan a cabo en distintas ciudades del país cada año, eligiéndose la nueva sede democráticamente en la asamblea de cierre donde se lee además el documento final. Se trata de una experiencia inédita en el mundo en el que mujeres se reúnen durante tres días para formarse, intercambiar ideas, participar de talleres y debatir.

## Antecedentes del ENM
El Encuentro Nacional de Mujeres tiene como antecedente más directo el Encuentro Feminista Latinoamericano y del Caribe de 1981 realizado en Bogotá, Colombia. Cuatro años después, en julio de 1985, se realizaría también la III Conferencia Mundial de Mujeres en Nairobi, Kenia, organizada por las Naciones Unidas, para examinar y evaluar los logros del Decenio de la Mujer declarado en la Conferencia Mundial del Año Internacional de la Mujer llevada a cabo en México en 1975. El Foro de ONG de Nairobi congregó a 15 000 mujeres de casi todos los países y participó un grupo de Argentina. Ese mismo año se realizó el tercer Encuentro Feminista Latinoamericano y del Caribe en Bertioga, Brasil. Las mujeres argentinas que participaron de estos eventos regresaron con la inquietud y el deseo de llevar a cabo prácticas similares en el país. Además, la forma en que se organizan, su funcionamiento y los debates planteados en los encuentros latinoamericanos tendrán su correlato en la experiencia argentina. El Encuentro Feminista Latinoamericano y del Caribe de Bertioga, además fue el antecedente directo a la práctica de autorganizar talleres autoconvocados de temáticas no propuestas por la organización.

## Organización

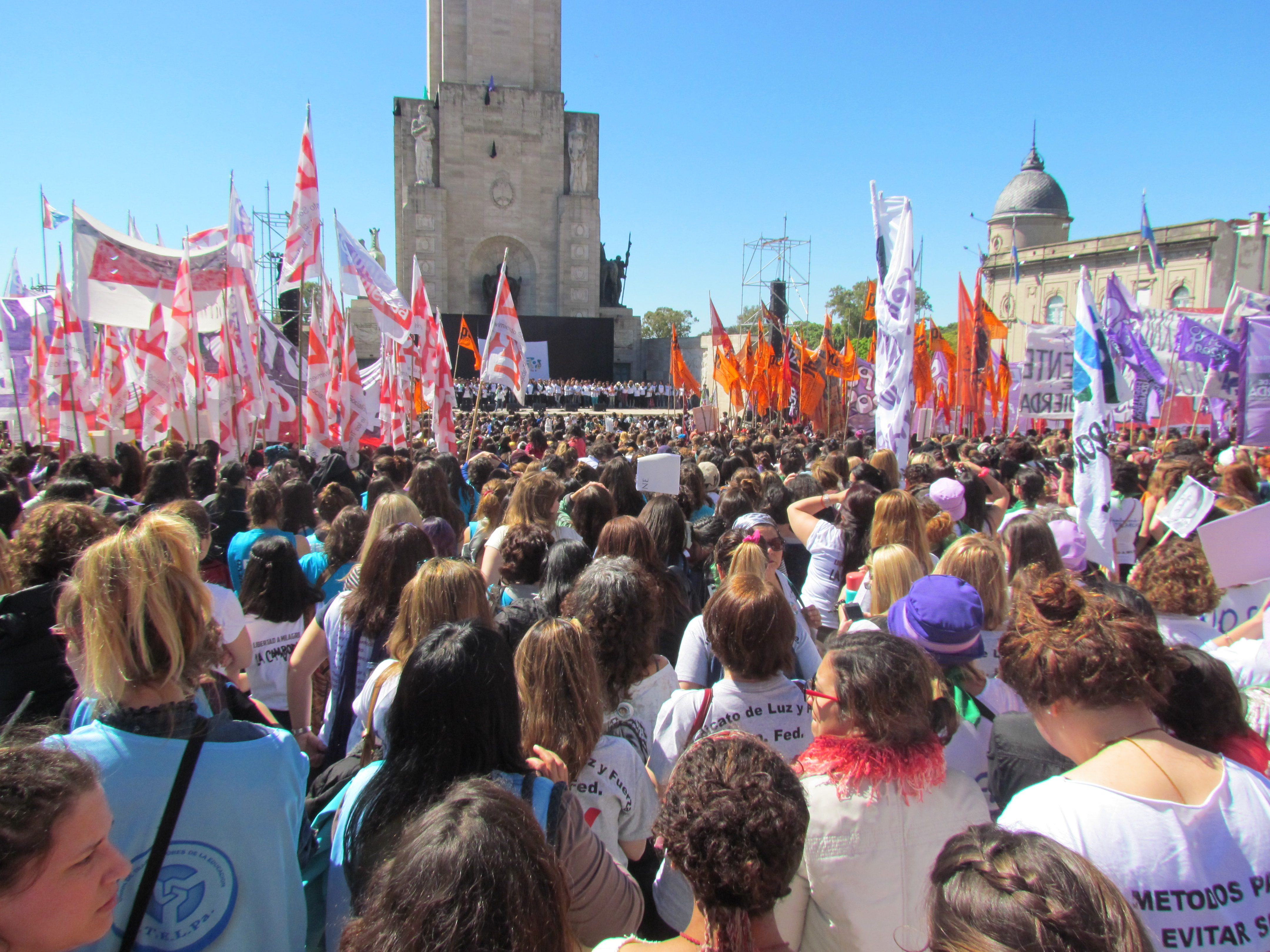
Inauguración del encuentro nacional de mujeres Rosario 2016

Para la organización propiamente dicha de cada ENM, las mujeres de la provincia donde ese año se desarrollará el encuentro asumen Comisión Organizadora (C.O.) que se ocupará durante todo el año de las diferentes gestiones para albergar de manera organizada a las mujeres que llegan a su provincia y los distintos espacios que ocuparan en la ciudad que las va a recibir.
La C.O. trabaja para obtener los permisos y habilitaciones necesarias de las escuelas donde funcionarán los talleres y donde muchas mujeres dormirán durante su estadía. La comisión está integrada por mujeres organizadas o no, independientes, feministas, de partidos políticos, trabajadoras y desocupadas, etcétera de la provincia donde ese año se realizará el encuentro y mantiene el carácter de autónoma, autoconvocada, democrática y horizontal.
El lugar de apertura y cierre, como así también el recorrido de la marcha final y las inscripciones, becas de comida, actividades extra encuentro y la peña son responsabilidad de la Comisión Organizadora que trabajan en comisiones que se dividen en cultura, finanzas, funcionamiento y prensa y difusión.
Los talleres donde se trabajan distintas temáticas referidas a las mujeres se desarrollan en las instalaciones de las escuelas designadas y las mismas cuentan con una coordinadora cuya función es impulsar la participación y promover que las participantes hablen. Cuando un taller supera cierta cantidad de personas se abren nuevas comisiones con la misma temática. Una excepción es el taller "Mujeres de los Pueblos originarios" que por iniciativa de sus participantes no se divide. Cada taller nombra a dos o más secretarias que registran los debates y opiniones. Los talleres son soberanos y no se vota. Las conclusiones sintetizan lo debatido en búsqueda de consensos y abarcan todas las opiniones, incluso las individuales o las de las minorías, y se leen en la jornada de cierre.
Una de las tardes de los tres días de encuentro se lleva a cabo una marcha por la ciudad visibilizando el encuentro.
El Primer Encuentro Nacional de Mujeres se realizó en la ciudad de Buenos Aires en el mes de mayo de 1986. La comisión organizadora estaba integrada por 43 mujeres, provenientes de variados sectores políticos y sociales, partidos políticos, sindicatos, organizaciones, pero que integraban la comisión a título personal. Una parte importante de las concurrentes al encuentro se alojan en escuelas, una práctica que está registrada desde el ENM de Neuquén en 1992, aunque podría ser anterior.

### Pueblos originarios
La temática de los pueblos originarios aparece el I Encuentro Nacional de Mujeres en Buenos Aires en el taller con el nombre “La mujer india”. En 1989, Rosario, con un taller llamado “Mujer Aborigen”. Luego en el Mar del Plata (1991) y Neuquén (1992), la temática central de los Encuentros fue el quinto centenario de la conquista. Los talleres se llamaron “El quinto centenario de la Conquista de América” y “Mujer aborigen. Los 500 años de la Conquista”, respectivamente. Entre los Encuentros de 1993 y el 2001, el taller relacionado se llama “Mujer aborigen” o "Mujeres aborígenes". En el XVII Encuentro en Salta (2002), el taller pasa a llamarse "Mujeres Originarias" y el XVIII Encuentro en Rosario (2003), toma el nombre que ha tenido hasta la actualidad: “Mujeres de los Pueblos originarios”.

### Controversias por el cambio de nombre
En 2019 se generó un cisma entre militantes feministas y transactivistas transfeministas que trajo como consecuencia que en 2022 se realizaran dos encuentros, uno en noviembre convocado por las organizadoras militantes feministas históricas  y otro en octubre que tomó el nombre de Encuentro Plurinacional de Mujeres, Lesbianas, Trans, Travestis, Bisexuales, Intersexuales y No Binaries. Desde ese momento se hicieron esfuerzos para unificarlos.
En el año 2021 tras el encuentro realizado en La Plata hubo una fractura respecto al nombre del mismo, ya que un sector de la militancia quería que se reflejara en el mismo el carácter plurinacional y a las disidencias sexuales mientras que otra parte quería que se mantuviera como encuentro de mujeres. Esto hizo que en el año 2022 hubiera dos encuentros, uno bajo el nombre tradicional de Encuentro Nacional de Mujeres y otro con el nuevo nombre de Encuentro Plurinacional de Mujeres, Lesbianas, Trans, Travestis, Bisexuales, Intersexuales y No Binaries
En dicho año se realizaron dos encuentros en San Luis, uno con el nuevo nombre los días 8,9 y 10 de octubre que convoco alrededor de 100.000 personas y otro con el antiguo nombre los días 19,20 y 21 de noviembre con una convocatoria de 15.000 personas aproximadamente.
En el año 2023 se realizó un nuevo encuentro con el nombre de Encuentro Plurinacional de Mujeres, Lesbianas, Travestis, Trans, Bisexuales, Intersexuales y No Binaries en la ciudad de Bariloche, con una convocatoria de 100.000 personas aproximadamente.

## Incidencia
A través del ENM, se originan campañas por los derechos de las mujeres, que ayudan a impulsar leyes como la Ley de Cupo Femenino, la Ley de Violencia de Género, programas de salud reproductiva, la incorporación en la Constitución Nacional de la Convención por la Eliminación de todas las formas de Discriminación contra la Mujer 5 y el derecho al aborto seguro y gratuito.6
A partir de la reapertura democrática en 1983 en Argentina, se gestaron multiplicidad de grupos, que encontraron en la organización un instrumento para la expresión política y lo manifestaron en la generación de conceptos, categorías y prácticas diferentes a las tradicionales.

## Polémicas
Algunas participantes se han visto involucradas en algunas ciudades en casos de vandalismo y destrucción de patrimonio público, comercios, y templos de diferentes religiones, insultos contra policías, medios de comunicación y otras personas, algunas mujeres con los pechos descubiertos, y expresiones peyorativas hacia diferentes estratos sociales opuestos al movimiento feminista, como la Iglesia Católica. También se reportó que en 2017 un grupo de participantes fueron atacados por grupos que estaban en contra del Encuentro.

## Sedes
| Edición | Año  | Ciudad                  | Provincia           | Asistentes      | Talleres | Autoconvocados | Imágenes |
| ------- | ---- | ----------------------- | ------------------- | --------------- | -------- | -------------- | -------- |
| I       | 1986 | Buenos Aires            | C.A.B.A             | 1000            | 21       | 8              |          |
| II      | 1987 | Córdoba                 | Córdoba             | 600             | 10       | 2              |          |
| III     | 1988 | Mendoza                 | Mendoza             | 1800 - 2000     | 10       | 4              |          |
| IV      | 1989 | Rosario                 | Santa Fe            | 3000            | 33       | 3              |          |
| V       | 1990 | Termas de Río Hondo     | Santiago del Estero | 4000            | 18       | ---            |          |
| VI      | 1991 | Mar del Plata           | Buenos Aires        | 7000 - 8000     | 27       | 2              |          |
| VII     | 1992 | Neuquén                 | Neuquén             | 4000 - 5000     | 23       | 3              |          |
| VIII    | 1993 | San Miguel de Tucumán   | Tucumán             | 5000 - 7000     | 25       | 4              |          |
| IX      | 1994 | Corrientes              | Corrientes          | 10 000          | 16       | ---            |          |
| X       | 1995 | San Salvador de Jujuy   | Jujuy               | 7000            | 29       | 1              |          |
| XI      | 1996 | Buenos Aires            | C.A.B.A             | 15 000          | 42       | 2              |          |
| XII     | 1997 | San Juan                | San Juan            | 5200 - 8000     | 33       | ---            |          |
| XIII    | 1998 | Resistencia             | Chaco               | 10 000          | 31       | 2              |          |
| XIV     | 1999 | San Carlos de Bariloche | Río Negro           | 5000 - 13 000   | 31       | ---            |          |
| XV      | 2000 | Paraná                  | Entre Ríos          | 13 000          | 32       | 6              |          |
| XVI     | 2001 | La Plata                | Buenos Aires        | 15 000          | 41       | 6              |          |
| XVII    | 2002 | Salta                   | Salta               | 17 000          | 41       | 1              |          |
| XVIII   | 2003 | Rosario                 | Santa Fe            | 15 000          | 44       | 1              |          |
| XIX     | 2004 | Mendoza                 | Mendoza             | 15 000 - 20 000 | 51       | ---            |          |
| XX      | 2005 | Mar del Plata           | Buenos Aires        | 15 000 - 30 000 | 47       | 3              |          |
| XXI     | 2006 | San Salvador de Jujuy   | Jujuy               | 10 000 - 15 000 | 55       | ---            |          |
| XXII    | 2007 | Córdoba                 | Córdoba             | 15 000 - 30 000 | 63 - 70  | ---            |          |
| XXIII   | 2008 | Neuquén                 | Neuquén             | 5000            | 55       | ---            |          |
| XXIV    | 2009 | San Miguel de Tucumán   | Tucumán             | 20 000          | 50       | ---            |          |
| XXV     | 2010 | Paraná                  | Entre Ríos          | 25 000 - 30 000 | 55       | ---            |          |
| XXVI    | 2011 | San Carlos de Bariloche | Río Negro           | 18 000          | 150      | ---            |          |
| XXVII   | 2012 | Posadas                 | Misiones            | 25 000 - 30 000 | 56       | ---            |          |
| XXVIII  | 2013 | San Juan                | San Juan            | 20 000          | 57       | ---            |          |
| XXIX    | 2014 | Salta                   | Salta               | 35 000 - 40 000 | 63       | ---            |          |
| XXX     | 2015 | Mar del Plata           | Buenos Aires        | 50 000 - 65 000 | 65       | ---            |          |
| XXXI    | 2016 | Rosario                 | Santa Fe            | 70 000          | 69       | ---            |          |
| XXXII   | 2017 | Resistencia             | Chaco               | 60.000          | 71       | 1              |          |
| XXXIII  | 2018 | Trelew                  | Chubut              | 50 000          | 73       | ---            |          |
| XXXIV   | 2019 | La Plata                | Buenos Aires        | 200 000         | 87       | --             |          |
| XXXV    | 2022 | San Luis                | San Luis            | 130000          | ?        | ---            |          |